# Raimundo Nonato Tavares da Silva
Raimundo Nonato Tavares da Silva, mais conhecido como Bobô (Senhor do Bonfim, 28 de novembro de 1962), é um ex-futebolista brasileiro, que atuava como atacante e meia, que despontou no Bahia, com destaque também em clubes como São Paulo e Fluminense.

## Carreira

### Como jogador
Um dos maiores ídolos do Bahia, Bobô foi o líder da equipe comandada por Evaristo de Macedo, que surpreendeu a todos e conquistou o Campeonato Brasileiro de 1988.
Bobô começou sua carreira na Catuense e, em seguida, foi contratado pelo Bahia, clube que defendeu entre 1984 a 1989.
Em 1989, portanto, após a conquista do Brasileirão pelo Bahia, Bobô teve seu passe negociado com o São Paulo pela soma de U$ 1 milhão, valor exorbitante para os padrões da época. No começo, Bobô rendeu bem no time, fazendo o seu primeiro gol em um clássico contra o Palmeiras, até então invicto no Campeonato, e depois, conquistando um título que parecia impossível. No Brasileirão, após má campanha no primeiro turno, Bobô, juntamente com Raí, Mário Tilico e outros, levou o time a final do Brasileirão, sendo derrotado pelo Vasco. O rendimento de Bobô no clube paulistano em 1990 ficou muito aquém do esperado, de acordo com a mídia local. Ele assim como outros jogadores, na época, chegava a jogar sem contrato. A má campanha da equipe no Paulistão daquele ano, ao terminar o torneio na 15ª posição, fez com que o jogador acabasse sendo emprestado ao Flamengo.
A má fase de Bobô continuou no Flamengo. O São Paulo acabou negociando o jogador com o Fluminense, em troca de Rinaldo Gonçalves. No tricolor carioca, voltou a viver um bom momento em sua carreira, quando compôs um eficiente ataque ao lado de Ézio.
Depois disso, o jogador ainda teve rápidas passagens por Corinthians e Internacional. Todavia, em 1996, com apenas 34 anos de idade, Bobô vestiu a camisa do Bahia mais uma vez, a fim de encerrar sua carreira no clube em que virara ídolo.
Bobô também jogou pela Seleção Brasileira, disputando três partidas no ano de 1989.
Em virtude do título do Campeonato Brasileiro de 1988 pelo Bahia foi homenageado por Caetano Veloso na música Reconvexo: "quem não amou a elegância sutil de Bobô".

### Como treinador
Entre 2002 e 2003, Bobô teve a oportunidade de voltar a defender o Bahia, desta vez a frente da equipe como treinador.

### Como político
O ex-jogador virou Diretor Geral da Superintendência dos Desportos do Estado da Bahia (SUDESB) em 2007, e saiu do cargo em 2014. Bobô foi acusado, em 2007, como um dos responsáveis pela morte de sete torcedores, quando parte da arquibancada do Estádio da Fonte Nova cedeu em 25 de Novembro daquele ano, mas ele acabou sendo absolvido em 2010.
Em 2014, se candidatou a deputado estadual pelo PCdoB, sendo eleito com mais de 27 mil votos.
Em 2018, iniciou seu segundo mandato a deputado estadual eleito com mais de 57 mil votos.

## Títulos

### Como jogador
Bahia
- Campeonato Brasileiro: 1988
- Campeonato Baiano: 1984, 1986, 1987, 1988

São Paulo
- Campeonato Paulista: 1989[7]
- Super Soccer Cup: 1989
- Taça Diário Popular 105 Anos: 1989
- Taça KKT Gahara Cup: 1989
- Taça Solidariedade de León: 1990
- Torneio da Amizade: 1990
- Torneio Quadrangular de Guadalajara: 1989
- Troféu José Lopes: 1990

Flamengo
- Copa do Brasil: 1990
- Copa Marlboro: 1990
- Copa Sharp: 1990
- Taça Associação dos Cronistas Esportivos de Sergipe: 1990
- Torneio Quadrangular de Varginha: 1990

Fluminense
- Taça Guanabara: 1991, 1993
- Taça Cidade de Resende: 1992
- Taça Sporting versus Fluminense: 1991
- Troféu Jornal O Dia 41º aniversario do Maracanã: 1991

Internacional
- Campeonato Gaúcho: 1994
- Copa Sumitomo: 1994
- Copa Zero Hora 30 anos: 1994
- Torneio de 25 Anos do Estádio Beira-Rio: 1994

### Como treinador
Bahia
- Copa do Nordeste: 2002
- Taça Estado da Bahia: 2002

## Prêmios individuais
- Bola de Prata: 1988 e 1989